# Аркадин, Валерий Андреевич
Валерий Андреевич Аркадин  (род. 9 мая 1974, Москва) — российский рок-музыкант, гитарист и продюсер, наиболее известный по участию в группах «Наив» и «The Matrixx».

## Биография
По собственному признанию: «пришёл в музыку ещё в детстве и играл на огромном количестве разных инструментов, занимался, учился, но постоянно всё бросал, потому что нравилось играть в футбол, тусить с ребятами. Мне было лет 15, когда я уже достаточно хорошо играл на гитаре, и меня позвали в одну группу ребята, которые исполняли битлзообразную музыку. Мне всегда нравилось воспроизводить то, что я слышу вокруг, подбирать мелодии, никакой специальной мысли, никакого потаённого смысла не было».
Начал творческую деятельность в 1989 году в составе любительской рок-группы «Фарватер», затем играл в группе «Дай». В 1992—1997 гг. гитарист и автор большинства текстов песен коллектива «Железный поток» в рамках проекта «Блицкриг».
В 1998 году был приглашён в группу «Коррозия металла», в составе которой записал пластинку «Он не любил учителей». В 2001 году покидает группу из-за излишней политизированности коллектива.
В 2001—2002 годах участвовал в работе над проектом пластинки ремиксов Валерия Леонтьева. На протяжении 2002 года давал уроки начинающим гитаристам.
В августе 2003 года принял участие в московском концерте британской рок-группы «The Dogs D'Amour» по приглашению её лидера Tyla. Помимо Аркадина, на сцену поднимались и другие гости — Константин Савельевских («МЭD DОГ») и Дмитрий «Снэйк» Хакимов («МЭD DОГ», «Наив»). Скорее всего, именно знакомство со Снэйком послужило причиной того, что к концу этого же года Валерий присоединился к «Наиву», где, кроме игры на гитаре, занял также место продюсера.

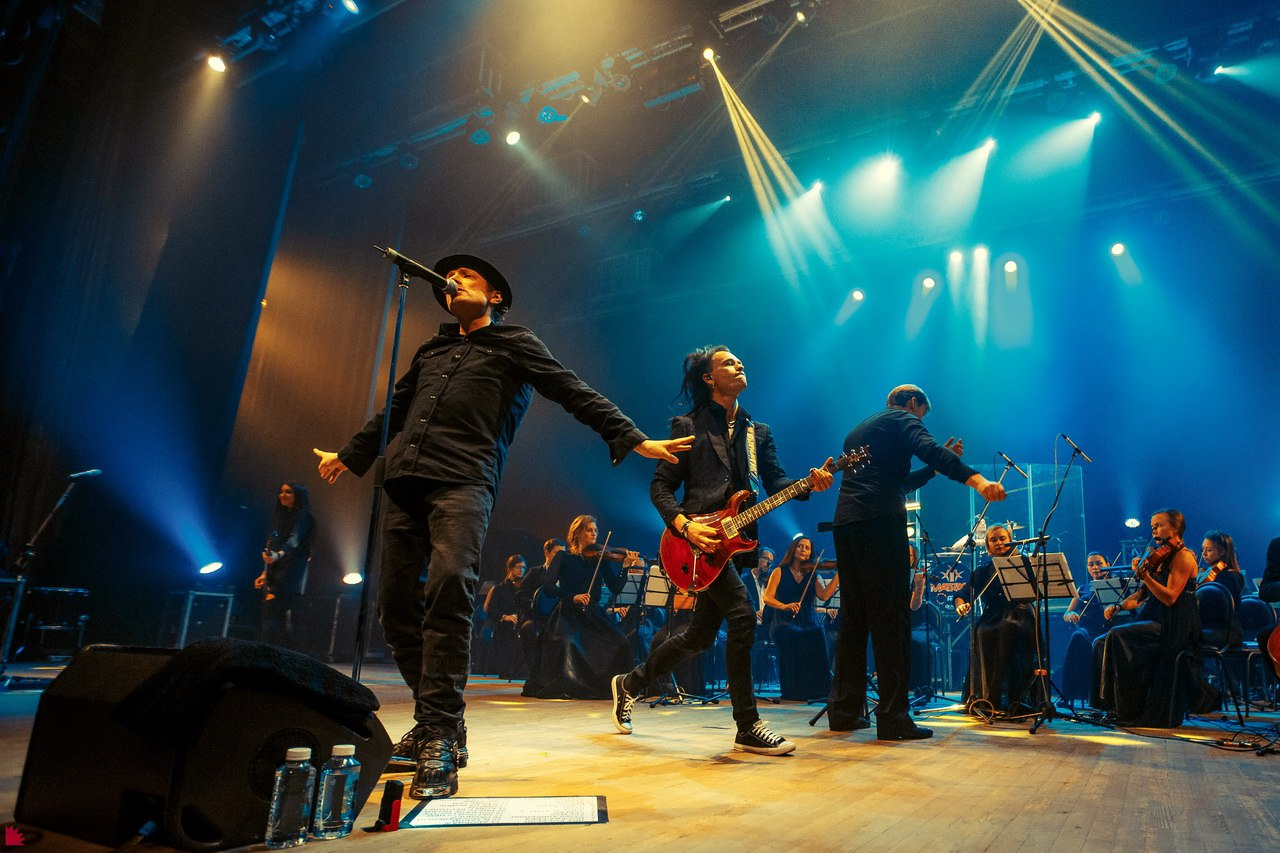
Валерий Аркадин на концерте The Matrixx с симфоническим оркестром, 2017 г.

Когда в апреле 2009 года «Наив» ушёл в творческий отпуск, Аркадин вначале оказался не занят ни в одном проекте. Однако, уже феврале 2010 года вместе со Снэйком вошёл в состав нового проекта Глеба Самойлова — «The Matrixx».
Параллельно в 2011-2012 годы был занят в создании зонг-оперы ужасов «TODD» в качестве аранжировщика. Он также является саунд-продюсером двух студийных альбомов группы «Король и Шут» на основе данного мюзикла — «TODD. Акт 1. Праздник крови» и «TODD. Акт 2. На краю». Кроме того, Валерий написал, совместно с «Ягодой» и Павлом Сажиновым, музыку к «Дуэту Судьи и Тодда» (он же «Небесный суд») из второго акта. На этом, впрочем, его участие в постановке не заканчивается. Он является бессменным участником представления наравне с музыкантами «Короля и Шута», исполняя вместе с ними большую часть композиций.

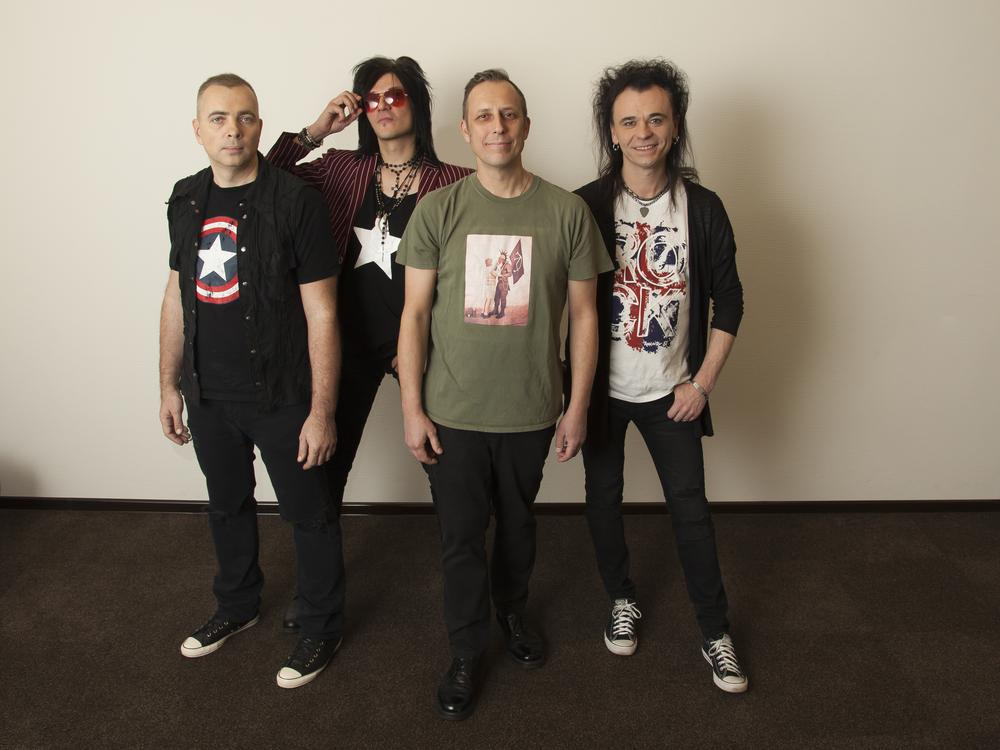
Валерий Аркадин с НАИВ, 2018 г.

Начиная с 2013 года, который ознаменовался воссоединением «Наива», совмещает (так же, как и Снэйк) работу сразу в двух коллективах, продолжив сотрудничество с Глебом Самойловым.
В этой связи нельзя не обратить внимание и на интересное последствие такой работы «на два фронта». Учитывая ещё тот факт, что звукорежиссёром обеих групп является один и тот же человек, складывается несколько забавная ситуация — большая часть участников в проектах совпадает. Как следствие, время от времени «Наив» и «The Matrixx» проводят совместные туры, проводя концерты на одних площадках в один день или через сутки. Например, в феврале 2016 года прошли двойные гастроли по Северной Америке. 
Валерий Аркадин покинул группу «Наив» в 2019 году.
В 2023 ушёл из «The Matrixx».

## Награды и достижения

### В составе «Наива»
- 2003 год — «Наив» входит в тройку лучших российских альтернативных групп по версии «Московского Комсомольца».

- 2004 год — альбом «Живой и Невредимый» становится самым продаваемым рок-альбомом.

- 2006 год — альбом «Обратная Сторона Любви» стал самым успешным релизом коллектива (было продано почти 100 000 копий):[9]
  - Малькольм Макларен (менеджер «Sex Pistols»): «Это сексуально — и всё тут! Уверен, что для поколения лэптопов, которое тратит всё время на интернет, даже сам звук живой гитары должен казаться очень сексуальным. Я, конечно, уже много чего подобного слышал, и у меня этот трек вызывает лёгкое ощущение дежавю!»[10]

- 2008 год — песня «20 Лет Одиночества» заняла 1-е место в «Чартовой Дюжине» и сохраняла позицию больше 3-х месяцев.

- 2015 год — Издан новый альбом POPULISM. Песни, вошедшие в него: «Тройка», «Вверх», «На пределе» и «Другие» достигли верхних строчек в«Чартовой Дюжине».

### В составе «The Matrixx»
- 2010 год — победа в номинации «Лучшая альтернативная группа страны» по итогам «Звуковой дорожки», проводимой «Московским комсомольцем».[11]

- 2011 год — победа в передаче «Музыкальный ринг» на телеканале НТВ: группа победила и по решению жюри, и по зрительскому голосованию.[12]

- 2011 год — песня «Космос» достигла 2-го места в «Чартовой Дюжине».[11]